# Spre Sud
Spre Sud (în engleză Goin' South) este un film American western/comedie regizat de Jack Nicholson care joacă și în rolul principal . A fost lansat în 1978 iar din distribuție mai fac parte Mary Steenburgen - în primul ei film , Christopher Lloyd , John Belushi , Richard Bradford , Veronica Cartwright , Danny DeVito și Ed Begley Jr. .
Ce se poate întâmpla atunci când un nelegiuit se însoară cu o celibatară rafinată din sud? Aproape orice , atunci când personajele sunt interpretate de Jack Nicholson și Mary Steenburgen .
Nicholson e pe cale de a fi spânzurat atunci când Steenburgen îl salvează căsătorindu-se cu el . Crede că a dat lovitura , dar pe ea o interesează mai mult un bărbat care s-o ajute să recupereze o mină de aur .

## Distribuție
- Jack Nicholson . . . . . Henry Lloyd Moon
- Mary Steenburgen . . . . . Julie Tate
- Christopher Lloyd . . . . . Towfield
- John Belushi . . . . . Hector
- Richard Bradford . . . . . Șeriful Andrew Kyle
- Veronica Cartwright . . . . . Hermine
- Jeff Morris . . . . . Big Abe
- Danny DeVito . . . . . Hog
- Tracey Walter . . . . . Coogan
- Luana Anders . . . . . Loretta Anderson
- Lucy Lee Flippin . . . . . Diane Haber
- Ed Begley Jr. . . . . . Whitey Haber
- Nominalizat la Premiile Globul de Aur pentru cel mai bun debut feminin - Mary Steenburgen